# Згудери
Згудери (груз. ზღუდერი) — село в Грузии, на территории Карельского муниципалитета края (мхаре) Шида-Картли.

## География
Село находится в центральной части Грузии, на правом берегу реки Дзамы, вблизи места впадения в неё Гвананы, на расстоянии приблизительно 8 километров (по прямой) к юго-западу от города Карели, административного центра муниципалитета. Абсолютная высота — 754 метра над уровнем моря.

## Население
По результатам официальной переписи населения 2014 года в Згудери проживало 210 человек (103 мужчины и 107 женщин). В национальной структуре населения грузины составляли 63,8 %, осетины — 34,8 %, армяне — 0,5 %.
| Год  | Население, человек |
| ---- | ------------------ |
| 2002 | 283                |
| 2014 | ↘ 210              |